# Nedre Malm
Nedre Malm (fi. Ala-Malmi) är en del av Malms distrikt i Helsingfors stad. 
Stambanan skiljer Nedre Malm från Övre Malm. Nedre Malm ligger på den sydöstra sidan om järnvägen. Malms begravningsplats ligger i stadsdelen. 